# 星善博
星善博（ほし よしひろ、1958年1月28日 - ）は、日本の詩人。日本ペンクラブ、日本詩人クラブ、日本現代詩人会、日本文藝家協会、埼玉詩人会会員、詩誌「ここから」同人。
栃木県今市市（現・日光市）生まれ。詩作のほか朗読活動も行っている。日本人の出自の原点を模索する詩を書き続けている。現在は埼玉県越谷市在住。

## 略歴
- 1980年、國學院大學文学部卒業。
- 1996年8月22日～26日、第16回「世界詩人会議」日本大会に事務局スタッフとして参加。於:前橋市
- 1996年、詩集「けものすじ」(土曜美術社出版販売)刊。
- 2004年、詩集「水葬の森」(土曜美術社出版販売)刊。
- 2005年、詩集「水葬の森」で第15回「日本詩人クラブ新人賞」受賞。
- 2005年6月11日、日本詩人クラブ宮崎大会にて自作詩朗読。於:宮崎観光ホテル
- 2005年10月28日、「メキシコ詩人を囲む会」にて自作詩朗読。於：神楽坂エミール
- 2005年11月17日、韓国の詩人、朴龍喆の生誕100周年記念「詩と歌の夕べ」で詩を朗読。主催：駐日韓国大使館、他。
- 2006年、「第12回埼玉詩人賞」選考委員
- 2006年5月28日、埼玉詩祭で「詩の未来に向けて」と題して講演と朗読。於:さいたま芸術劇場　映像ホール
- 2006年6月、「現代日本生活語詩集」（澪標発行）に栃木県北部方言で書かれた「廃屋の秘密」「声」収載。
- 2003年より埼玉県越谷市発行「川のあるまち」詩部門選考委員
- 2007年11月、「続現代日本生活語詩集」に栃木県北西部方言で書かれた「願かけ荼毘の話」収載。
- 2007年11月24日、「現代詩の魅力」と題して講演。春日部市教育委員会・共栄大学共催 公開講座
- 2008年「日本詩人クラブ新人賞」選考委員　「第14回埼玉詩人賞」選考委員
- 月刊「詩と思想」（土曜美術社出版販売）2009年3月号～2010年2月号まで「詩集評」担当
- 2010年2月13日 東京大学駒場Ⅰキャンパス「ファカルティハウス」にて講演　演題「イメージと時空の交点」
- 2010年11月3日 埼玉県浦和の別所沼会館にて、詩人立原道造についてのシンポジウムに参加。主催:ヒアシンスハウスの会
- 2011年4月より「朝日新聞」詩の投稿欄の選と選評を担当
- 2012年「日本詩人クラブ新人賞」選考委員
- 2013年、詩集『静かにふりつむ命のかげり』（砂子屋書房）刊
- 2014年8月28日　さいたま文学館にて講演　演題「吉野弘と秋谷豊」
- 2015年3月29日　「第21回埼玉詩人賞」選考委員
- 2017年3月30日  　東京平和教会にて自作『水葬の森』朗読  天童大人プロデュース
- 2017年7月21日　ギャルリー東京ユマニテにて自作『静かにふりつむ命のかげり』朗読　天童大人プロデュース
- 2018年7月　詩「消える」で日本詩歌句随筆評論協会賞　受賞
- 2019年　「日本詩人クラブ賞」選考委員長
- 2021年4月　日本詩人クラブ理事
- 2025年6月　詩集「遠い孤影」（土曜美術社出版販売）刊